# Mimacraea schmidti
Mimacraea schmidti är en fjärilsart som beskrevs av Schultze och Aurivillius 1910/11. Mimacraea schmidti ingår i släktet Mimacraea och familjen juvelvingar. Inga underarter finns listade i Catalogue of Life.